# Céline Bonnet (football)
Pour les articles homonymes, voir Céline Bonnet et Bonnet.
Céline Bonnet est une footballeuse française née le 18 août 1977 à Toulouse. Elle évolue au poste de milieu de terrain jusqu'en 2004. Elle remporte quatre titres de championne de France avec le Toulouse FC.

## Carrière
- Jeune Entente Toulousaine
- Castelginest
- Colomiers
- Toulouse OAC devenu Toulouse FC : jusqu'en 2004

## Palmarès
- Championne de France en 1999, 2000, 2001 et 2002 avec le Toulouse FC
- Vainqueur du Challenge de France féminin en 2002 avec le Toulouse FC
- Demi-finaliste de la Coupe UEFA féminine en 2002 avec le Toulouse FC